# 布达佩斯第十八区

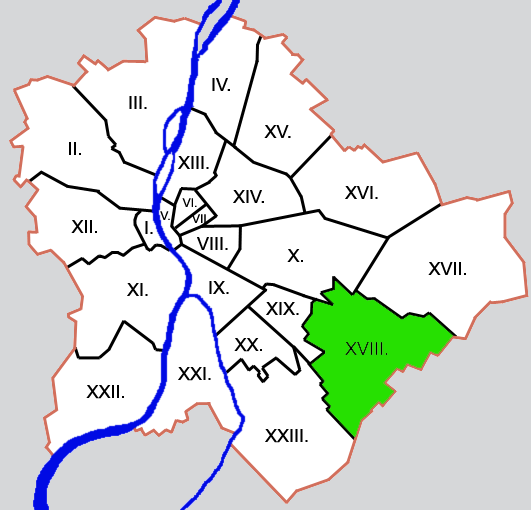
所在位置

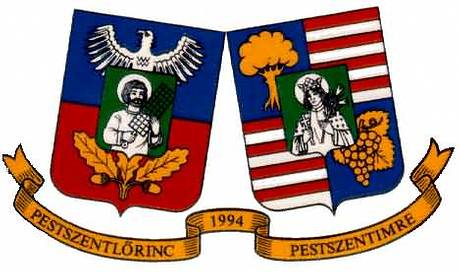
区徽

布达佩斯第十八区，是匈牙利首都布达佩斯的一个区，总面积38.6平方公里，总人口93 225，人口密度2 415人/平方公里（2009年1月1日）。